# 西本裕行
西本 裕行（にしもと ひろゆき、1927年1月3日 - 2015年4月19日）は、日本の男性俳優、声優。本名は同じ。
東京都出身。東京獣医畜産大学（現在は日本大学に統合）卒業。文学座を経て、劇団昴に所属していた。
身長172cm、体重68kg。福田恆存の義理の弟にあたる。

## 来歴・人物
文学座、劇団雲1976年劇団昴に所属し、舞台を中心に活動する。
声優としての代表作に、アニメ『ムーミン』のスナフキンがあり、また、ディズニー映画における日本語吹き替え版にも多く携わっている。実写作品では、映画『野獣狩り』で誘拐される会社社長を演じたが、ラストではボディダブルではなく実際に高層ビルから逆さ吊りされたり、『太陽にほえろ!』 第172話に悪役でゲスト出演した際は、洋服を着たままで海中での格闘シーンを行った。
2015年4月19日、急性大動脈解離により死去。88歳没。戒名は「裕徳演行居士（ゆうとくえんぎょうこじ）」。

## 後任
西本の死後、持ち役を引き継いだ人物は以下の通り。
| 後任     | 役名           | 概要作品               | 後任の初担当作品          |
| -------- | -------------- | ---------------------- | ------------------------- |
| 伊藤昌一 | マッドハッター | 『ふしぎの国のアリス』 | 『ドリーミング・アップ!』 |

## 出演作品

### 舞台
- ワーニャ伯父さん
- どん底
- 罪と罰
- 怒りの葡萄
- ゴンザーゴ殺し
- 八月の鯨
- 機械じかけのビアノのための未完成の戯曲
- 魔女とたまごとお月様

### 映画
- 砂の女（1964年）
- 吸血鬼ゴケミドロ（1968年）
- 野獣狩り（1973年） - 子母沢圭介（ポップコーラ社長）
- 野獣死すべし 復讐のメカニック（1974年）
- 吾輩は猫である（1975年）
- 小説吉田学校（1983年）

### テレビドラマ
- テレビ劇場（NHK）
  - 恋文（1959年）
  - 忠直卿行状記（1961年）
- 永い黒い雨（1959年、NHK）
- 日立劇場 / 陽はまたのぼる（1960年、TBS）
- 愛の劇場 / 707桁まで（1961年、TBS）
- NHK劇場（1961年、NHK）
  - 虞美人草
  - 真実一路
- ぼくもわたしも名探偵（1962年、NHK）
- 眉月の誓い（1962年、NHK）
- 馬六先生人生日記（1964年、NHK）
- 判決 第188話「ねがい」（1966年）
- 怒濤日本史（1966年）
  - 第3話、第4話「有間皇子」
  - 第6話「楠木正成」
  - 第8話「乱世」
- 剣 第24話「吉良の用心棒」（1967年、NTV）
- テレビ文学館 -名作に見る日本人-（1968年、MBS）
  - 第9回「恩讐の彼方に」
  - 第18回「大寺学校」
  - 第19回「坊っちゃん」 - うらなり
- 大河ドラマ（NHK）
  - 天と地と（1969年） - 森十左衛門
  - 新・平家物語（1972年）
  - 勝海舟（1974年） - 永井青崖
  - 元禄太平記（1975年） - 水戸綱條
  - 花神（1977年） - 岩倉具視
- 新・日本任侠伝 第3話「清水の小政」（1969年、NET）
- 男は度胸（1969年 - 1970年、NHK）
- 特別機動捜査隊 （NET）
  - 第497話「人生試験地獄」（1971年） - 磯村
  - 第737話「歪んだクリスマス」（1975年） - 西村
- 帰ってきたウルトラマン 第13話「津波怪獣の恐怖 東京大ピンチ!」、第14話「二大怪獣の恐怖 東京大龍巻」（1971年、TBS） - 赤木工場長
- 天下御免（1971年 - 1972年、NHK）
- プレイガール（1972年、12ch）
  - 第151話「ミステリー裏切りは女のアクセサリー」
  - 第177話「裸の女をなぜ狙う?」 - 有馬グランドホテル・支配人
- さぼてんとマシュマロ 第24話（1972年、日本テレビ）
- 気になる嫁さん 第37話「結婚サギ師をだますには・・・」（1972年、NTV） - 木村刑事
- 火曜日の女シリーズ（NTV）
  - 黒いオパール（1972年）
  - ガラス細工の家（1973年）
- 土曜日の女シリーズ（NTV）
  - 女子高校生殺人事件（1974年、ユニオン映画）
- 若草物語（1973年） - 久保
- シークレット部隊 第17話「結婚の夜 消えた花嫁」（1972年、TBS）
- パパと呼ばないで 第3話「やっぱり他人?」（1972年、NTV）
- 水戸黄門 第4部 第5話「黒いひげの黄門さま -長岡-」（1973年、TBS） - 長岡藩主・牧野公
- ライオン奥様劇場 / 女の坂道（1973年、CX）
- 子連れ狼 第1部（1973年、NTV） ※萬屋錦之介版
  - 第6話「お末無情」
  - 第8話「堺筒」
- 非情のライセンス（NET→ANB）
  - 第1シリーズ 第36話「兇悪の子猫たち」（1973年）  - 尾原
  - 第2シリーズ
    - 第6話「兇悪の母」（1974年） - 村田一郎
    - 第38話「男のうたは兇悪」（1975年） - 池谷忠男
    - 第53話「兇悪の無実」（1975年） - 新井
    - 第98話「兇悪の女将」（1976年） - 山川雄一

  - 第3シリーズ 第7話「兇悪の予言・霊感を売る女」（1980年） - 森田健造
- 科学捜査官 第16話「ノミ屋殺し」（1974年、KTV） - 日野南署・若井刑事
- 必殺シリーズ（ABC）
  - 助け人走る 第29話「地獄大搾取」（1974年） - 脇田重四郎
  - 必殺仕事人 第51話「覗き技天地入れ替えつぶし」（1980年） - 梅屋弥右ヱ門
  - 必殺仕事人III 第30話「スギの花粉に苦しんだのは主水」（1983年） - 森蔭薫順
  - 必殺仕事人IV 第6話「お加代 商売敵の出現にあわてる」（1983年） - 小野利明
- 事件狩り 第10話「うそ」（1974年、TBS）
- バーディー大作戦 第52話「豚の生体実験式」（1975年、TBS） - 神父
- 愛のサスペンス劇場（1975年、NTV）
  - 突如として男が
  - 母絶唱
- Gメン'75（TBS）
  - 第9話「ニセ関屋警部補」（1975年） - 城南署捜査課課長
  - 第255話「女が掘った落し穴」（1980年） - 佐田警視
  - 第299話「青い目の人形バラバラ殺人事件」（1981年） - 教頭
  - 第324話「深夜放送に届いたバラバラ死体」（1981年） - 科警研警視
  - 第353話「白衣の天使 連続殺人事件」（1982年） - 捜査主任
- 太陽にほえろ!（NTV）
  - 第172話「俺たちの仲間」（1975年） - 山田二郎
  - 第287話「ある娘」（1978年） - 星川課長
  - 第370話「恐怖の食卓」（1979年） - 佐伯
  - 第408話「スコッチ誘拐」（1980年） - 篠原恵子の父親
  - 第436話「父親」（1980年） - 中山健太郎
  - 第515話「生いたち」（1982年） - 内村の父親
  - 第613話「ヘッドハンター」（1984年） - 中川弁護士
- 夜明けの刑事 第51話「夫が誰かに殺される!!」（1975年、TBS）
- 伝七捕物帳 第98話「幼な心に春が来る」（1976年、NTV）
- 赤い絆 第13話「引き裂かれた二人の夜」（1977年、TBS）
- 大都会 PARTIII 第7話「逃亡の滑走路」（1978年、NTV） - 池内支店長（亜細亜銀行）
- 人はそれをスキャンダルという 第8話「妊娠」 - 第10話「母子草」（1979年、TBS）
- 燃えろアタック 第22話「栄光へのバックトス」（1979年、ANB） - 藤田真一郎
- 特捜最前線（ANB）
  - 第118話「子供の消えた十字路」（1979年）
  - 第191話「ジングルベルを聴く婦警!」（1980年）
- 俺たちは天使だ! 第6話「運が良ければ痛み分け」（1979年、NTV） - 横井
- 鉄道公安官 第42話「青春特急・いのちよ走れ!」（1980年、ANB）
- 大捜査線 第21話「哀しみの一弾」（1980年、CX / ユニオン映画）
- 仮面ライダーシリーズ（MBS）
  - 仮面ライダー (スカイライダー) 第52話「洋の父が生きていた! 改造人間FX777とは?」（1980年） - 永沼博士
  - 仮面ライダーBLACK RX 第16話「奇跡の谷の姫君」、第17話「バイオライダー!」（1989年） - ミンバ村長
- 同心暁蘭之介 第19話「仇討浪人うらみ花」（1982年、CX）
- 土曜ワイド劇場（ANB）
  - ヒット曲は殺しのテーマ（1982年）
  - 松本清張の溺れ谷（1983年）
  - 松本清張の葦の浮船（1984年）
- 宇宙刑事ギャバン 第13話「危うし烈!大逆転」（1982年、ANB） - 香月教授
- 火曜サスペンス劇場（NTV）
  - 遺書を送った女（1983年）
  - 女検事・霞夕子
    - 第4作「美しき容疑者」（1987年）
    - 第7作「自転車に乗る女」（1989年）
    - 新・女検事・霞夕子 第1作「ペルソナ・ノン・グラータ」（1994年）
- ザ・サスペンス（1983年、TBS）
  - 山之内家の惨劇
  - 開き過ぎた扉
- 金曜劇場 / 熱帯夜（1983年、CX）
- 青が散る（1983年 - 1984年、TBS）
- 月曜ワイド劇場 / 雲の階段 ニセ医師をめぐる女二人（1983年、ANB）
- 西部警察 PART-III 第47話「戦士よ、さらば…」（1984年、ANB） - 城西工大教授
- 花王愛の劇場 / その時妻は（1984年、TBS）
- 私鉄沿線97分署 第1話「プレハブだからSOS!!」（1984年、TBS）
- 誇りの報酬 第5話「私だって刑事の妹」（1985年） - 渋谷
- 長七郎江戸日記 第1シリーズ（NTV）
  - 第60話「大江戸女番長始末記」（1985年） - 但馬屋喜兵衛
  - 第65話「たった一度のあやまち」（1985年） - 帰順
  - 第92話「望郷子守唄」（1986年） - 肥前屋伍平
- 水曜ドラマスペシャル（TBS）
  - 人妻三人密会の宿（1986年）
  - みちのくハネムーン殺人事件（1987年）
- 女ふたり捜査官 第13話「ソープランドから来た母」（1986年、ABC）
- 松本清張の絢爛たる流離 第1話「美しい人妻の復讐」（1986年、ANB）
- 金曜女のドラマスペシャル / 北陸L特急 殺しの双曲線（1987年、CX）
- ハングマンGOGO 第1話「名門高校の校長がヤッちゃん!」（1987年、ABC） - 鮫島教頭（黒鳥学園）
- アリエスの乙女たち 第14話「恐ろしい宣告」（1987年、CX）
- 女はいつも涙する 代議士の妻たち（1988年、TBS）
- はぐれ刑事純情派（ANB）
  - 第1シリーズ 第17話「貸倉庫に眠る花嫁」（1988年）
  - 第2シリーズ 第10話「古都金沢・時効四日前の女」（1989年）
- 世にも奇妙な物語 / 「ネチラタ事件」（1992年、CX）

### テレビアニメ
- ムーミン（1969年、1972年）- スナフキン[8]
- ロビン・フット（1973年）- 吟遊詩人
- まんが日本絵巻（1977年 - 1978年）- 商人、加納五郎左衛門、花小路君麿、沢庵和尚、孫悟空、医師、今川義元、平賀源内、百地三太夫

### ゲーム
- Kinect: ディズニーランド・アドベンチャーズ（2011年） - マッドハッター

### 吹き替え

#### 映画
- 三匹荒野を行く（ジェームズ・ハンター教授）※ソフト版
- タイムマシン（ウーバー・モーロック〈ジェレミー・アイアンズ〉）

#### アニメ
- ディズニー作品
  - ふしぎの国のアリス（マッドハッター）
  - くまのプーさん（オウル）※ポニー版、バンダイ版
    - 新くまのプーさん

  - 三人の騎士（ホロウェイ教授〈ナレーション〉）※旧吹き替え
  - 南部の歌（ナレーション） ※ポニー版、バンダイ版（廃盤）
  - ロビン・フッド（アラナデール）※ポニー版、バンダイ版（廃盤）
  - ハウス・オブ・マウス（マッドハッター、ハッピー、グランピー、ヤギ）

## 歌
以下の歌唱は、｢ムーミン｣の関連のレコード，CD等に収録発売された。
- おさびし山の歌(※"スナフキンの歌"とも表記されて居る)
  - 作詞 - 井上ひさし 作曲：宇野誠一郎 歌：西本裕行
- 蟻の遺言〈ムーミン様へ〉
  - 作詞：井上ひさし 歌：西本裕行、玉川さきこ
- ムーミンとバッタ
  - 作詞：井上ひさし 歌：玉川さきこ、館野令子、高木均、西本裕行
- さよならムーミン
  - 作詞：井上ひさし 歌：玉川さきこ、館野令子、高木均、高村章子、西本裕行